# 利水站
利水站位于福建省漳州市华安县沙建镇利水村，车站作为会让站建于1980年，以增加鹰厦线的运输能力。距鹰潭站606公里，距厦门站88公里。现为五等站。客运办理旅客乘降、行李包裹托运，货运办理整车货物发到。